# Плаю-Корнулуй
Плаю-Корнулуй (рум. Plaiu Cornului) — село у повіті Прахова в Румунії. Входить до складу комуни Шотріле.
Село розташоване на відстані 92 км на північ від Бухареста, 41 км на північний захід від Плоєшті, 48 км на південь від Брашова.

## Населення
За даними перепису населення 2002 року у селі проживали 212 осіб, усі — румуни. Усі жителі села рідною мовою назвали румунську.